# Петровичский сельсовет
Петровичский сельсовет — упразднённая административная единица на территории Смолевичского района Минской области Республики Беларусь.

## Состав
Петровичский сельсовет включал 19 населённых пунктов:
- Березовая Гора — деревня.
- Быкачино — деревня.
- Волма — деревня.
- Дехань — деревня.
- Загорье — деревня.
- Задворье — деревня.
- Заречье — деревня.
- Заямное — деревня.
- Зеленый Лужок — деревня.
- Калита — деревня.
- Чирвоный Лужок — деревня.
- Кулешовка — деревня.
- Лозовый Куст — деревня.
- Луково — деревня.
- Першемайская — деревня.
- Петровичи — деревня.
- Плющай — деревня.
- Самсоновка — деревня.
- Узбароги — деревня.